# Croix de chemin du XVIIe siècle (Bégard)
La croix de chemin du XVIIe siècle est située sur la commune de Bégard en France.

## Localisation
La croix est située route de la gare, sur la commune de Bégard dans le département des Côtes-d'Armor, dans la région Bretagne.

## Description
La croix de chemin est ornée d'un personnage en prière sous les pieds du Christ.  

## Historique
La croix est inscrite au titre des monuments historiques par arrêté du 7 décembre 1925.